# Brion (Indre)
Brion – miejscowość i gmina we Francji, w Regionie Centralnym, w departamencie Indre.
Według danych na rok 1990 gminę zamieszkiwało 496 osób, a gęstość zaludnienia wynosiła 11 osób/km² (wśród 1842 gmin Regionu Centralnego Brion plasuje się na 685. miejscu pod względem liczby ludności, natomiast pod względem powierzchni na miejscu 126.).